# Liste der Naturdenkmale in Wietze
Die Liste der Naturdenkmale in Wietze nennt die Naturdenkmale in Wietze im Landkreis Celle in Niedersachsen.

## Naturdenkmale
| Bild | Bezeichnung         | Ort, Lage                                                          | Beschreibung | Schutzzweck | Nummer      |
| ---- | ------------------- | ------------------------------------------------------------------ | ------------ | ----------- | ----------- |
| BW   | Eiche               | Hornbostel (52° 40′ 47″ N, 9° 50′ 17,6″ O)                         |              |             | ND CE 00116 |
| BW   | Hute-Eiche und Erle | Wietze beim Wieckenberger Heuweg (52° 37′ 15,2″ N, 9° 48′ 57,5″ O) |              |             | ND CE 00122 |